# Rudolf Schönbeck
Rudolf Schönbeck (Berlino, 3 agosto 1919 – Itzehoe, 6 novembre 2003) è stato un calciatore tedesco, di ruolo portiere.

## Carriera

### Nazionale
Giocò tutte le partite della nazionale tedesca durante le Olimpiadi 1952 dove la Germania si classificò quarta.